# BSW Sixers
El BG Bitterfeld-Sandersdorf-Wolfen 06 e.V., conocido como BSW Sixers, es un equipo de baloncesto alemán con sede en el distrito de Anhalt-Bitterfeld, que compite en la ProB, la tercera división de su país. Disputa sus partidos en el Ballsporthalle Sandersdorf, con capacidad para 952 espectadores. 

## Historia
El ascenso de equipo masculino de Unión Sandersdorf a la 2.Regionalliga en 2006 fue el detonante de la creación de un club de baloncesto independiente en la región. El 21 de junio de 2006 miembros de las divisiones de baloncesto de la química Bitterfeld, Unión Sandersdorf y Wolfen química pusieron en marcha el club Bitterfeld-Wolfen Sandersdorf-06. La propuesta del apodo del equipo "BSW Sixers", inspirada en los Sixers de la NBA vino de la mano de Cornelius Damm, quien se convirtió en el primer entrenador del equipo.
En la temporada 2010-2011 ascendieron a categoría nacional, la ProB, el tercer nivel de las ligas alemanas. Permanecieron cuatro temporadas, hasta descender de nuevo a la Regionalliga en 2015. En 2018 se proclamaron campeones del grupo Norte, regresando de nuevo a la competiicón nacional.

## Trayectoria
| Temporada | Nivel | Liga           | Pos. | Resultado         |
| --------- | ----- | -------------- | ---- | ----------------- |
| 2006-07   | 5     | 2.Regionalliga | 1º   | Asciende campeón  |
| 2007-08   | 4     | Regionalliga   | 4º   |                   |
| 2008-09   | 4     | Regionalliga   | 4º   |                   |
| 2009-10   | 4     | Regionalliga   | 6º   |                   |
| 2010-11   | 4     | Regionalliga   | 2º   | Asciendefinalista |
| 2011-12   | 3     | Pro B          | 4º   | Octavos de final  |
| 2012-13   | 3     | Pro B          | 8º   | Cuartos de final  |
| 2013-14   | 3     | Pro B          | 9º   |                   |
| 2014-15   | 3     | Pro B          | 13º  | Desciende         |
| 2015–16   | 4     | Regionalliga   | 4º   |                   |
| 2016–17   | 4     | Regionalliga   | 4º   |                   |
| 2017-18   | 4     | Regionalliga   | 1º   | Asciendecampeón   |
| 2018-19   | 3     | ProB           |      |                   |